# Île du Corossol
Île du Corossol är en ö i Kanada.   Den ligger i provinsen Québec, i den östra delen av landet, 800 km nordost om huvudstaden Ottawa. Arean är 0,92 kvadratkilometer.
Terrängen på Île du Corossol är platt. Öns högsta punkt är 67 meter över havet. Den sträcker sig 0,9 kilometer i nord-sydlig riktning, och 1,8 kilometer i öst-västlig riktning.